# Irländska republikanska armén
Irländska republikanska armén (IRA) (engelska: Irish Republican Army, iriska: Óglaigh na hÉireann), syftar numera oftast på den största av flera olika organisationer som använder namnet Provisoriska IRA, som bildades 1969 och vars politiska gren är partiet Sinn Féin. Särskilt under 1970- och 1980-talen genomförde de, och tog ansvar för, en rad terrordåd. Deras övergripande mål är avskaffandet av Nordirland och Irländska republiken till förmån för en enad irländsk stat.
Namnet IRA har emellertid använts av flera organisationer under 1900- och 2000-talet. Det ursprungliga IRA hette från början Irish Volunteers och grundades 1913 med målet att "säkra och upprätthålla Irlands befolknings rättigheter och friheter" ("to secure and maintain the rights and liberties common to the whole people of Ireland"). Denna organisation splittrades 1914. Den del som behöll namnet Irish Volunteers omorganiserades och döptes den 25 oktober 1917 om till Irländska republikanska armén. En av grundarna var Michael Collins (1890–1922), militär, politisk ledare och tidigt medlem i Sinn Fein och Irish Republican Brotherhood, det mest extrema av de många revolutionära sällskapen. Efter irländska frihetskriget, där organisationen stred mot Storbritannien, splittrades den i frågan om det anglo-irländska avtalet. Mot-sidan förlorade slutligen 1923 kriget som skulle bli känt som irländska inbördeskriget.
Trots nederlaget fortsatte IRA att existera som en organisation under olika skepnader, strukturer och externa förhållanden fram till 1969, då den återigen splittrades. Officiella IRA tynade med tiden bort till förmån för Provisoriska IRA, som fortsatte den väpnade kampen. Provisoriska IRA är, trots två splittringar 1986 (då Continuity IRA bildades) och 1997 (då Real IRA bildades) än idag det mest betydelsefulla IRA.
Gemensamt för alla organisationer som gått under namnet IRA har varit målet att ena och befria Irland. Vad detta mer exakt inneburit har varierat med de yttre omständigheterna. Trots att vissa element har haft starkt socialistiska drag är detta inte något som kan sägas gälla för alla organisationer eller individer.

## Självständighetskampens IRA 1920
Den första organisationen som bar namnet Irish Republican Army bildades under Irlands självständighetskamp mot britterna efter Påskupproret och betecknas ibland som Gamla IRA. Gamla IRA utgjorde stommen i Irlands armé efter självständigheten.

## Inbördeskrigets IRA 1921
Efter Irlands delning i och med avtalet 1921 med Storbritannien inleddes det irländska inbördeskriget av den minoritet av IRA som inte accepterade avtalet därför att det innebar att kravet på full självständighet och republikanskt statsskick för hela Irland inte tillfredsställdes. Efter att IRA förlorat inbördeskriget 1923 fortsatte man periodvis kampen mot britternas styre i Nordirland med bland annat en bombkampanj i England 1939 och gränskampanjen i Nordirland 1956–1962. Stödet för dessa kampanjer var dock litet och IRA började överge våldet som kampmetod. För att särskilja denna gren av IRA från Provisoriska IRA kallas den ibland för Officiella IRA och den slutade i praktiken att existera som militär organisation under 1970-talet. 1974 bildades Irish National Liberation Army (INLA) av avhoppare från denna gren av IRA. 
Officiella IRA:s politiska gren hette Sinn Féin. Officiellt såg partiet IRA:s ledning som hela Irlands legitima regering eftersom man avvisade 1921 års delningsavtal som ogiltigt och ansåg att ledningen för republiken övergått till IRA. Detta parti övergav efter att provisoriska IRA bildats denna inställning och omvandlades efter hand till Workers' Party istället.

## Provisoriska IRA
Inte mycket förändrades politiskt i Nordirland fram till att katolikernas kamp för medborgerliga rättigheter tog fart i slutet av 1960-talet. I samband med våldsamheterna kring denna kamp bildades 1969 Provisoriska IRA som är den organisation som man idag oftast avser när man talar om IRA. Provisoriska IRA bildades 1969 till stor del på grund av att IRA vägrade att ta till våld i kampen, inte ens i försvar mot angrepp från protestantiska grupper mot katolska bostadsområden. Provisoriska IRA såg sig först som den katolska befolkningens försvarare, och började efter hand även gå till offensiven mot den brittiska arméns trupper i Nordirland. 1972 fick Provisoriska IRA ett ökat stöd i samband med massakern på katolska demonstranter som fick namnet blodiga söndagen (Bloody Sunday), samtidigt som officiella IRA mer och mer tynade bort.
Provisoriska IRA:s politiska gren bildades av avhoppare från Sinn Féin och för att göra skillnad på dessa partier kallade man det nya Sinn Féin för Provisoriska Sinn Féin och det gamla för Officiella Sinn Féin. Idag finns inte Officiella Sinn Féin kvar och det är numera Provisoriska Sinn Féin man avser när man talar om Sinn Féin.

## Continuity IRA –Fortsättnings-IRA– bildas 1986
Fram till 1986 avstod Sinn Féin från att inta de platser man vann i det irländska parlamentet,  men när man detta år ändrade denna inställning bildades Continuity IRA (CIRA) som höll fast vid den tidigare inställningen. Orsaken till splittringen var att man såg denna förändring som ett accepterande av 1921 års delningsavtal. Continuity IRA existerade som en lös gruppering inom IRA fram till 1996 då man påbörjade sin väpnade kamp i protest mot processen som ledde till Långfredagsavtalet (Good Friday Agreement), som slöts 1998. 
Utbrytarpartiet Republikanska Sinn Féin (Republican Sinn Féin) har utpekats som CIRA:s politiska gren och bildades av avhoppare från Sinn Feín 1986.

## Real IRA –Verkliga IRA– bildas 1997
IRA-medlemmar som motsatte sig den process som ledde till Långfredagsavtalet bildade 1997 Real IRA (RIRA).  Deras politiska gren heter 32 County Sovereignty Movement ("Rörelsen för de 32 grevskapens suveränitet") och bildades av avhoppare från Sinn Féin i Dublin 7 december 1997. Michael McKevitt, tidigare kvartermästare för IRA, var fram till sitt gripande ledare för RIRA. För närvarande avtjänar han 25 års fängelse för sin inblandning i Bombattentatet i Omagh den 15 augusti 1998. Hans hustru Bernadette Sands McKevitt har varit en framträdande företrädare för gruppen. Som kuriosa kan man notera att Bernadette Sands McKevitt var syster till den berömda PIRA hungerstrejkaren Bobby Sands.
Sedan 2012 kallar sig organisationen för New IRA efter ett samgående med ett antal mindre republikanska grupperingar

## Genealogi
|  |  |  |  |  |  |                            |                            |                            |                            |                            |                            |                                   |                                   |                                   |                                   |                                   |                                   |                                   |                              |                              |                              |                                                                  |                                                                  |                                                                  |                                                                  |                                                                  |                                                                  |                                 |                  |                              |                              |                              |                              |                              |                              |                             |                             |                             |                             |  |  |                             |                             |                             |                             |                             |                             |  |  |                             |                             |                             |                             |                             |                             |  |  |  |  |  |  |  |  |  |  |  |  |
|  |  |  |  |  |  |                            |                            |                            |                            |                            |                            | Irish Volunteers (1913–1914)      |                                   |                                   |                                   |                                   |                                   |                                   |                              |                              |                              |                                                                  |                                                                  |                                                                  |                                                                  |                                                                  |                                                                  |                                 |                  |                              |                              |                              |                              |                              |                              |                             |                             |                             |                             |  |  |                             |                             |                             |                             |                             |                             |  |  |                             |                             |                             |                             |                             |                             |  |  |  |  |  |  |  |  |  |  |  |  |
|  |  |  |  |  |  |                            |                            |                            |                            |                            |                            |                                   |                                   |                                   |                                   |                                   |                                   |                                   |                              |                              |                              |                                                                  |                                                                  |                                                                  |                                                                  |                                                                  |                                                                  |                                 |                  |                              |                              |                              |                              |                              |                              |                             |                             |                             |                             |  |  |                             |                             |                             |                             |                             |                             |  |  |                             |                             |                             |                             |                             |                             |  |  |  |  |  |  |  |  |  |  |  |  |
|  |  |  |  |  |  |                            |                            |                            |                            |                            |                            |                                   |                                   |                                   |                                   |                                   |                                   |                                   |                              |                              |                              |                                                                  |                                                                  |                                                                  |                                                                  |                                                                  |                                                                  |                                 |                  |                              |                              |                              |                              |                              |                              |                             |                             |                             |                             |  |  |                             |                             |                             |                             |                             |                             |  |  |                             |                             |                             |                             |                             |                             |  |  |  |  |  |  |  |  |  |  |  |  |
|  |  |  |  |  |  | National Volunteers (1914) | National Volunteers (1914) | National Volunteers (1914) | National Volunteers (1914) | National Volunteers (1914) | National Volunteers (1914) |                                   |                                   |                                   |                                   |                                   |                                   | Irish Volunteers (1914–1917)      | Irish Volunteers (1914–1917) | Irish Volunteers (1914–1917) | Irish Volunteers (1914–1917) | Irish Volunteers (1914–1917)                                     | Irish Volunteers (1914–1917)                                     |                                                                  |                                                                  |                                                                  |                                                                  |                                 |                  |                              |                              |                              |                              |                              |                              |                             |                             |                             |                             |  |  |                             |                             |                             |                             |                             |                             |  |  |                             |                             |                             |                             |                             |                             |  |  |  |  |  |  |  |  |  |  |  |  |
|  |  |  |  |  |  | National Volunteers (1914) | National Volunteers (1914) | National Volunteers (1914) | National Volunteers (1914) | National Volunteers (1914) | National Volunteers (1914) |                                   |                                   |                                   |                                   |                                   |                                   | Irish Volunteers (1914–1917)      | Irish Volunteers (1914–1917) | Irish Volunteers (1914–1917) | Irish Volunteers (1914–1917) | Irish Volunteers (1914–1917)                                     | Irish Volunteers (1914–1917)                                     |                                                                  |                                                                  |                                                                  |                                                                  |                                 |                  |                              |                              |                              |                              |                              |                              |                             |                             |                             |                             |  |  |                             |                             |                             |                             |                             |                             |  |  |                             |                             |                             |                             |                             |                             |  |  |  |  |  |  |  |  |  |  |  |  |
|  |  |  |  |  |  |                            |                            |                            |                            |                            |                            |                                   |                                   |                                   |                                   |                                   |                                   | Irish Republican Army (1917–1922) |                              |                              |                              |                                                                  |                                                                  |                                                                  |                                                                  |                                                                  |                                                                  |                                 |                  |                              |                              |                              |                              |                              |                              |                             |                             |                             |                             |  |  |                             |                             |                             |                             |                             |                             |  |  |                             |                             |                             |                             |                             |                             |  |  |  |  |  |  |  |  |  |  |  |  |
|  |  |  |  |  |  |                            |                            |                            |                            |                            |                            |                                   |                                   |                                   |                                   |                                   |                                   |                                   |                              |                              |                              |                                                                  |                                                                  |                                                                  |                                                                  |                                                                  |                                                                  |                                 |                  |                              |                              |                              |                              |                              |                              |                             |                             |                             |                             |  |  |                             |                             |                             |                             |                             |                             |  |  |                             |                             |                             |                             |                             |                             |  |  |  |  |  |  |  |  |  |  |  |  |
|  |  |  |  |  |  |                            |                            |                            |                            |                            |                            |                                   |                                   |                                   |                                   |                                   |                                   |                                   |                              |                              |                              |                                                                  |                                                                  |                                                                  |                                                                  |                                                                  |                                                                  |                                 |                  |                              |                              |                              |                              |                              |                              |                             |                             |                             |                             |  |  |                             |                             |                             |                             |                             |                             |  |  |                             |                             |                             |                             |                             |                             |  |  |  |  |  |  |  |  |  |  |  |  |
|  |  |  |  |  |  |                            |                            |                            |                            |                            |                            | (Pro-avtal) IRA (1922)            | (Pro-avtal) IRA (1922)            | (Pro-avtal) IRA (1922)            | (Pro-avtal) IRA (1922)            | (Pro-avtal) IRA (1922)            | (Pro-avtal) IRA (1922)            |                                   |                              |                              |                              |                                                                  |                                                                  | (Anti-avtal) IRA                                                 | (Anti-avtal) IRA                                                 | (Anti-avtal) IRA                                                 | (Anti-avtal) IRA                                                 | (Anti-avtal) IRA                | (Anti-avtal) IRA |                              |                              |                              |                              |                              |                              |                             |                             |                             |                             |  |  |                             |                             |                             |                             |                             |                             |  |  |                             |                             |                             |                             |                             |                             |  |  |  |  |  |  |  |  |  |  |  |  |
|  |  |  |  |  |  |                            |                            |                            |                            |                            |                            | (Pro-avtal) IRA (1922)            | (Pro-avtal) IRA (1922)            | (Pro-avtal) IRA (1922)            | (Pro-avtal) IRA (1922)            | (Pro-avtal) IRA (1922)            | (Pro-avtal) IRA (1922)            |                                   |                              |                              |                              |                                                                  |                                                                  | (Anti-avtal) IRA                                                 | (Anti-avtal) IRA                                                 | (Anti-avtal) IRA                                                 | (Anti-avtal) IRA                                                 | (Anti-avtal) IRA                | (Anti-avtal) IRA |                              |                              |                              |                              |                              |                              |                             |                             |                             |                             |  |  |                             |                             |                             |                             |                             |                             |  |  |                             |                             |                             |                             |                             |                             |  |  |  |  |  |  |  |  |  |  |  |  |
|  |  |  |  |  |  |                            |                            |                            |                            |                            |                            |                                   |                                   |                                   |                                   |                                   |                                   |                                   |                              |                              |                              |                                                                  |                                                                  |                                                                  |                                                                  |                                                                  |                                                                  |                                 |                  |                              |                              |                              |                              |                              |                              |                             |                             |                             |                             |  |  |                             |                             |                             |                             |                             |                             |  |  |                             |                             |                             |                             |                             |                             |  |  |  |  |  |  |  |  |  |  |  |  |
|  |  |  |  |  |  |                            |                            |                            |                            |                            |                            | National Army                     | National Army                     | National Army                     | National Army                     | National Army                     | National Army                     |                                   |                              | GHQ                          | GHQ                          | GHQ                                                              | GHQ                                                              | GHQ                                                              | GHQ                                                              |                                                                  |                                                                  | Verkställande                   | Verkställande    | Verkställande                | Verkställande                | Verkställande                | Verkställande                |                              |                              |                             |                             |                             |                             |  |  |                             |                             |                             |                             |                             |                             |  |  |                             |                             |                             |                             |                             |                             |  |  |  |  |  |  |  |  |  |  |  |  |
|  |  |  |  |  |  |                            |                            |                            |                            |                            |                            | National Army                     | National Army                     | National Army                     | National Army                     | National Army                     | National Army                     |                                   |                              | GHQ                          | GHQ                          | GHQ                                                              | GHQ                                                              | GHQ                                                              | GHQ                                                              |                                                                  |                                                                  | Verkställande                   | Verkställande    | Verkställande                | Verkställande                | Verkställande                | Verkställande                |                              |                              |                             |                             |                             |                             |  |  |                             |                             |                             |                             |                             |                             |  |  |                             |                             |                             |                             |                             |                             |  |  |  |  |  |  |  |  |  |  |  |  |
|  |  |  |  |  |  |                            |                            |                            |                            |                            |                            |                                   |                                   |                                   |                                   |                                   |                                   |                                   |                              |                              |                              |                                                                  |                                                                  |                                                                  |                                                                  |                                                                  |                                                                  |                                 |                  |                              |                              |                              |                              |                              |                              |                             |                             |                             |                             |  |  |                             |                             |                             |                             |                             |                             |  |  |                             |                             |                             |                             |                             |                             |  |  |  |  |  |  |  |  |  |  |  |  |
|  |  |  |  |  |  |                            |                            |                            |                            |                            |                            | Irish Defence Forces (1922–nutid) | Irish Defence Forces (1922–nutid) | Irish Defence Forces (1922–nutid) | Irish Defence Forces (1922–nutid) | Irish Defence Forces (1922–nutid) | Irish Defence Forces (1922–nutid) |                                   |                              |                              |                              |                                                                  |                                                                  | IRA                                                              | IRA                                                              | IRA                                                              | IRA                                                              | IRA                             | IRA              |                              |                              |                              |                              |                              |                              |                             |                             |                             |                             |  |  |                             |                             |                             |                             |                             |                             |  |  |                             |                             |                             |                             |                             |                             |  |  |  |  |  |  |  |  |  |  |  |  |
|  |  |  |  |  |  |                            |                            |                            |                            |                            |                            | Irish Defence Forces (1922–nutid) | Irish Defence Forces (1922–nutid) | Irish Defence Forces (1922–nutid) | Irish Defence Forces (1922–nutid) | Irish Defence Forces (1922–nutid) | Irish Defence Forces (1922–nutid) |                                   |                              |                              |                              |                                                                  |                                                                  | IRA                                                              | IRA                                                              | IRA                                                              | IRA                                                              | IRA                             | IRA              |                              |                              |                              |                              |                              |                              |                             |                             |                             |                             |  |  |                             |                             |                             |                             |                             |                             |  |  |                             |                             |                             |                             |                             |                             |  |  |  |  |  |  |  |  |  |  |  |  |
|  |  |  |  |  |  |                            |                            |                            |                            |                            |                            |                                   |                                   |                                   |                                   |                                   |                                   |                                   |                              |                              |                              |                                                                  |                                                                  |                                                                  |                                                                  |                                                                  |                                                                  |                                 |                  |                              |                              |                              |                              |                              |                              |                             |                             |                             |                             |  |  |                             |                             |                             |                             |                             |                             |  |  |                             |                             |                             |                             |                             |                             |  |  |  |  |  |  |  |  |  |  |  |  |
|  |  |  |  |  |  |                            |                            |                            |                            |                            |                            |                                   |                                   |                                   |                                   |                                   |                                   |                                   |                              |                              |                              |                                                                  |                                                                  |                                                                  |                                                                  |                                                                  |                                                                  |                                 |                  |                              |                              |                              |                              |                              |                              |                             |                             |                             |                             |  |  |                             |                             |                             |                             |                             |                             |  |  |                             |                             |                             |                             |                             |                             |  |  |  |  |  |  |  |  |  |  |  |  |
|  |  |  |  |  |  |                            |                            |                            |                            |                            |                            |                                   |                                   |                                   |                                   |                                   |                                   |                                   |                              |                              |                              |                                                                  |                                                                  |                                                                  |                                                                  |                                                                  |                                                                  | Republican Congress (1934–1936) |                  |                              |                              |                              |                              |                              |                              |                             |                             |                             |                             |  |  |                             |                             |                             |                             |                             |                             |  |  |                             |                             |                             |                             |                             |                             |  |  |  |  |  |  |  |  |  |  |  |  |
|  |  |  |  |  |  |                            |                            |                            |                            |                            |                            |                                   |                                   |                                   |                                   |                                   |                                   |                                   |                              |                              |                              |                                                                  |                                                                  |                                                                  |                                                                  |                                                                  |                                                                  |                                 |                  |                              |                              |                              |                              |                              |                              |                             |                             |                             |                             |  |  |                             |                             |                             |                             |                             |                             |  |  |                             |                             |                             |                             |                             |                             |  |  |  |  |  |  |  |  |  |  |  |  |
|  |  |  |  |  |  |                            |                            |                            |                            |                            |                            |                                   |                                   |                                   |                                   |                                   |                                   |                                   |                              |                              |                              |                                                                  |                                                                  |                                                                  |                                                                  |                                                                  |                                                                  |                                 |                  |                              |                              |                              |                              |                              |                              |                             |                             |                             |                             |  |  |                             |                             |                             |                             |                             |                             |  |  |                             |                             |                             |                             |                             |                             |  |  |  |  |  |  |  |  |  |  |  |  |
|  |  |  |  |  |  |                            |                            |                            |                            |                            |                            |                                   |                                   |                                   |                                   |                                   |                                   |                                   |                              |                              |                              |                                                                  |                                                                  |                                                                  |                                                                  |                                                                  |                                                                  | Saor Uladh (1955)               |                  |                              |                              |                              |                              |                              |                              |                             |                             |                             |                             |  |  |                             |                             |                             |                             |                             |                             |  |  |                             |                             |                             |                             |                             |                             |  |  |  |  |  |  |  |  |  |  |  |  |
|  |  |  |  |  |  |                            |                            |                            |                            |                            |                            |                                   |                                   |                                   |                                   |                                   |                                   |                                   |                              |                              |                              |                                                                  |                                                                  |                                                                  |                                                                  |                                                                  |                                                                  |                                 |                  |                              |                              |                              |                              |                              |                              |                             |                             |                             |                             |  |  |                             |                             |                             |                             |                             |                             |  |  |                             |                             |                             |                             |                             |                             |  |  |  |  |  |  |  |  |  |  |  |  |
|  |  |  |  |  |  |                            |                            |                            |                            |                            |                            |                                   |                                   |                                   |                                   |                                   |                                   |                                   |                              |                              |                              |                                                                  |                                                                  |                                                                  |                                                                  |                                                                  |                                                                  |                                 |                  |                              |                              |                              |                              |                              |                              |                             |                             |                             |                             |  |  |                             |                             |                             |                             |                             |                             |  |  |                             |                             |                             |                             |                             |                             |  |  |  |  |  |  |  |  |  |  |  |  |
|  |  |  |  |  |  |                            |                            |                            |                            |                            |                            |                                   |                                   |                                   |                                   |                                   |                                   |                                   |                              |                              |                              |                                                                  |                                                                  |                                                                  |                                                                  |                                                                  |                                                                  | Saor Éire (1967–1975)           |                  |                              |                              |                              |                              |                              |                              |                             |                             |                             |                             |  |  |                             |                             |                             |                             |                             |                             |  |  |                             |                             |                             |                             |                             |                             |  |  |  |  |  |  |  |  |  |  |  |  |
|  |  |  |  |  |  |                            |                            |                            |                            |                            |                            |                                   |                                   |                                   |                                   |                                   |                                   |                                   |                              |                              |                              |                                                                  |                                                                  |                                                                  |                                                                  |                                                                  |                                                                  |                                 |                  |                              |                              |                              |                              |                              |                              |                             |                             |                             |                             |  |  |                             |                             |                             |                             |                             |                             |  |  |                             |                             |                             |                             |                             |                             |  |  |  |  |  |  |  |  |  |  |  |  |
|  |  |  |  |  |  |                            |                            |                            |                            |                            |                            |                                   |                                   |                                   |                                   |                                   |                                   |                                   |                              |                              |                              |                                                                  |                                                                  |                                                                  |                                                                  |                                                                  |                                                                  |                                 |                  |                              |                              |                              |                              |                              |                              |                             |                             |                             |                             |  |  |                             |                             |                             |                             |                             |                             |  |  |                             |                             |                             |                             |                             |                             |  |  |  |  |  |  |  |  |  |  |  |  |
|  |  |  |  |  |  |                            |                            |                            |                            |                            |                            |                                   |                                   |                                   |                                   |                                   |                                   |                                   |                              |                              |                              |                                                                  |                                                                  |                                                                  |                                                                  |                                                                  |                                                                  |                                 |                  |                              |                              |                              |                              |                              |                              |                             |                             |                             |                             |  |  |                             |                             |                             |                             |                             |                             |  |  |                             |                             |                             |                             |                             |                             |  |  |  |  |  |  |  |  |  |  |  |  |
|  |  |  |  |  |  |                            |                            |                            |                            |                            |                            |                                   |                                   |                                   |                                   |                                   |                                   | Official IRA (1969–nutid)         | Official IRA (1969–nutid)    | Official IRA (1969–nutid)    | Official IRA (1969–nutid)    | Official IRA (1969–nutid)                                        | Official IRA (1969–nutid)                                        |                                                                  |                                                                  |                                                                  |                                                                  |                                 |                  | Provisional IRA (1969–nutid) | Provisional IRA (1969–nutid) | Provisional IRA (1969–nutid) | Provisional IRA (1969–nutid) | Provisional IRA (1969–nutid) | Provisional IRA (1969–nutid) |                             |                             |                             |                             |  |  |                             |                             |                             |                             |                             |                             |  |  |                             |                             |                             |                             |                             |                             |  |  |  |  |  |  |  |  |  |  |  |  |
|  |  |  |  |  |  |                            |                            |                            |                            |                            |                            |                                   |                                   |                                   |                                   |                                   |                                   | Official IRA (1969–nutid)         | Official IRA (1969–nutid)    | Official IRA (1969–nutid)    | Official IRA (1969–nutid)    | Official IRA (1969–nutid)                                        | Official IRA (1969–nutid)                                        |                                                                  |                                                                  |                                                                  |                                                                  |                                 |                  | Provisional IRA (1969–nutid) | Provisional IRA (1969–nutid) | Provisional IRA (1969–nutid) | Provisional IRA (1969–nutid) | Provisional IRA (1969–nutid) | Provisional IRA (1969–nutid) |                             |                             |                             |                             |  |  |                             |                             |                             |                             |                             |                             |  |  |                             |                             |                             |                             |                             |                             |  |  |  |  |  |  |  |  |  |  |  |  |
|  |  |  |  |  |  |                            |                            |                            |                            |                            |                            |                                   |                                   |                                   |                                   |                                   |                                   |                                   |                              |                              |                              |                                                                  |                                                                  |                                                                  |                                                                  |                                                                  |                                                                  |                                 |                  |                              |                              |                              |                              |                              |                              |                             |                             |                             |                             |  |  |                             |                             |                             |                             |                             |                             |  |  |                             |                             |                             |                             |                             |                             |  |  |  |  |  |  |  |  |  |  |  |  |
|  |  |  |  |  |  |                            |                            |                            |                            |                            |                            |                                   |                                   |                                   |                                   |                                   |                                   |                                   |                              |                              |                              |                                                                  |                                                                  |                                                                  |                                                                  |                                                                  |                                                                  |                                 |                  |                              |                              |                              |                              |                              |                              |                             |                             |                             |                             |  |  |                             |                             |                             |                             |                             |                             |  |  |                             |                             |                             |                             |                             |                             |  |  |  |  |  |  |  |  |  |  |  |  |
|  |  |  |  |  |  |                            |                            |                            |                            |                            |                            |                                   |                                   |                                   |                                   |                                   |                                   |                                   |                              |                              |                              | Irish National Liberation Army (1974–nutid) se separat genealogi | Irish National Liberation Army (1974–nutid) se separat genealogi | Irish National Liberation Army (1974–nutid) se separat genealogi | Irish National Liberation Army (1974–nutid) se separat genealogi | Irish National Liberation Army (1974–nutid) se separat genealogi | Irish National Liberation Army (1974–nutid) se separat genealogi |                                 |                  |                              |                              |                              |                              | Continuity IRA (1986–nutid)  | Continuity IRA (1986–nutid)  | Continuity IRA (1986–nutid) | Continuity IRA (1986–nutid) | Continuity IRA (1986–nutid) | Continuity IRA (1986–nutid) |  |  |                             |                             |                             |                             |                             |                             |  |  |                             |                             |                             |                             |                             |                             |  |  |  |  |  |  |  |  |  |  |  |  |
|  |  |  |  |  |  |                            |                            |                            |                            |                            |                            |                                   |                                   |                                   |                                   |                                   |                                   |                                   |                              |                              |                              | Irish National Liberation Army (1974–nutid) se separat genealogi | Irish National Liberation Army (1974–nutid) se separat genealogi | Irish National Liberation Army (1974–nutid) se separat genealogi | Irish National Liberation Army (1974–nutid) se separat genealogi | Irish National Liberation Army (1974–nutid) se separat genealogi | Irish National Liberation Army (1974–nutid) se separat genealogi |                                 |                  |                              |                              |                              |                              | Continuity IRA (1986–nutid)  | Continuity IRA (1986–nutid)  | Continuity IRA (1986–nutid) | Continuity IRA (1986–nutid) | Continuity IRA (1986–nutid) | Continuity IRA (1986–nutid) |  |  |                             |                             |                             |                             |                             |                             |  |  |                             |                             |                             |                             |                             |                             |  |  |  |  |  |  |  |  |  |  |  |  |
|  |  |  |  |  |  |                            |                            |                            |                            |                            |                            |                                   |                                   |                                   |                                   |                                   |                                   |                                   |                              |                              |                              |                                                                  |                                                                  |                                                                  |                                                                  |                                                                  |                                                                  |                                 |                  |                              |                              |                              |                              |                              |                              |                             |                             |                             |                             |  |  |                             |                             |                             |                             |                             |                             |  |  |                             |                             |                             |                             |                             |                             |  |  |  |  |  |  |  |  |  |  |  |  |
|  |  |  |  |  |  |                            |                            |                            |                            |                            |                            |                                   |                                   |                                   |                                   |                                   |                                   |                                   |                              |                              |                              |                                                                  |                                                                  |                                                                  |                                                                  |                                                                  |                                                                  |                                 |                  |                              |                              |                              |                              |                              |                              |                             |                             |                             |                             |  |  |                             |                             |                             |                             |                             |                             |  |  |                             |                             |                             |                             |                             |                             |  |  |  |  |  |  |  |  |  |  |  |  |
|  |  |  |  |  |  |                            |                            |                            |                            |                            |                            |                                   |                                   |                                   |                                   |                                   |                                   |                                   |                              |                              |                              | Official Republican Movement                                     | Official Republican Movement                                     | Official Republican Movement                                     | Official Republican Movement                                     | Official Republican Movement                                     | Official Republican Movement                                     |                                 |                  |                              |                              |                              |                              | Real IRA (1997–nutid)        | Real IRA (1997–nutid)        | Real IRA (1997–nutid)       | Real IRA (1997–nutid)       | Real IRA (1997–nutid)       | Real IRA (1997–nutid)       |  |  | Óglaigh na hÉireann (2006–) | Óglaigh na hÉireann (2006–) | Óglaigh na hÉireann (2006–) | Óglaigh na hÉireann (2006–) | Óglaigh na hÉireann (2006–) | Óglaigh na hÉireann (2006–) |  |  | Saoirse na hÉireann (2006–) | Saoirse na hÉireann (2006–) | Saoirse na hÉireann (2006–) | Saoirse na hÉireann (2006–) | Saoirse na hÉireann (2006–) | Saoirse na hÉireann (2006–) |  |  |  |  |  |  |  |  |  |  |  |  |
|  |  |  |  |  |  |                            |                            |                            |                            |                            |                            |                                   |                                   |                                   |                                   |                                   |                                   |                                   |                              |                              |                              | Official Republican Movement                                     | Official Republican Movement                                     | Official Republican Movement                                     | Official Republican Movement                                     | Official Republican Movement                                     | Official Republican Movement                                     |                                 |                  |                              |                              |                              |                              | Real IRA (1997–nutid)        | Real IRA (1997–nutid)        | Real IRA (1997–nutid)       | Real IRA (1997–nutid)       | Real IRA (1997–nutid)       | Real IRA (1997–nutid)       |  |  | Óglaigh na hÉireann (2006–) | Óglaigh na hÉireann (2006–) | Óglaigh na hÉireann (2006–) | Óglaigh na hÉireann (2006–) | Óglaigh na hÉireann (2006–) | Óglaigh na hÉireann (2006–) |  |  | Saoirse na hÉireann (2006–) | Saoirse na hÉireann (2006–) | Saoirse na hÉireann (2006–) | Saoirse na hÉireann (2006–) | Saoirse na hÉireann (2006–) | Saoirse na hÉireann (2006–) |  |  |  |  |  |  |  |  |  |  |  |  |